# Weiden-Lattich
Der Weiden-Lattich (Lactuca saligna), meist Weidenblättriger Lattich genannt, ist eine Pflanzenart aus der Gattung Lattich (Lactuca) innerhalb der Familie der Korbblütler (Asteraceae). 

## Beschreibung

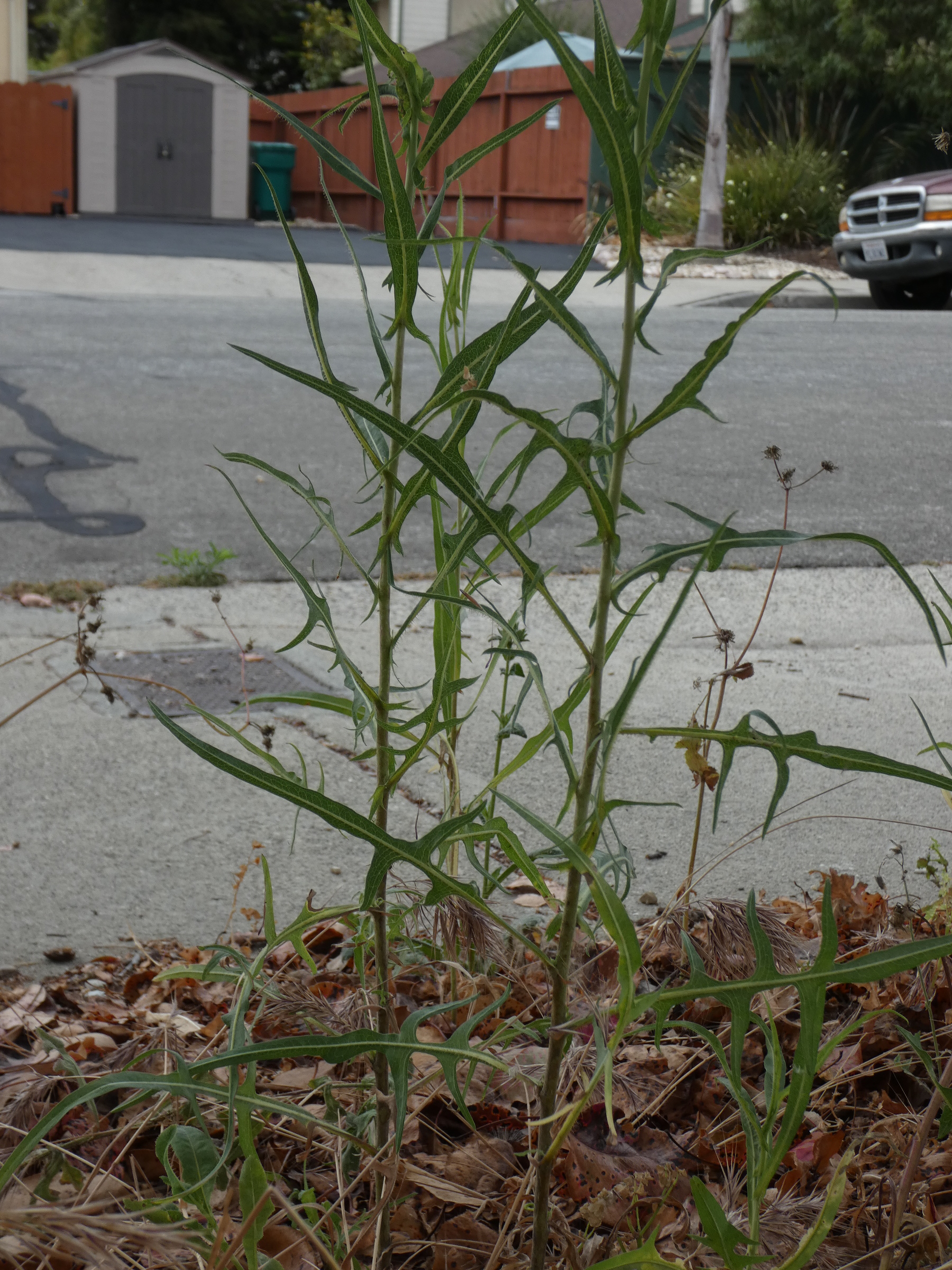
Habitus

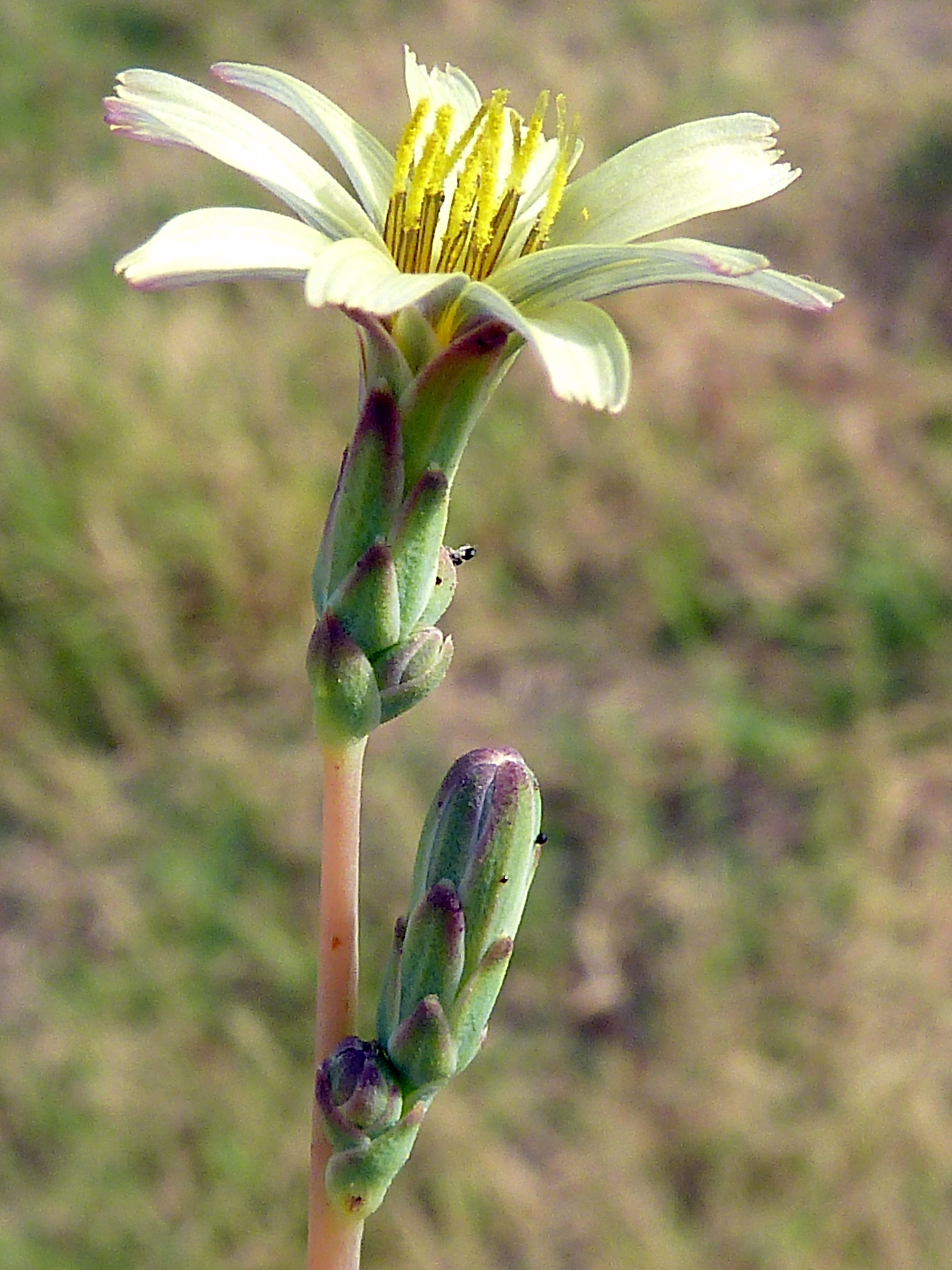
Blütenkorb

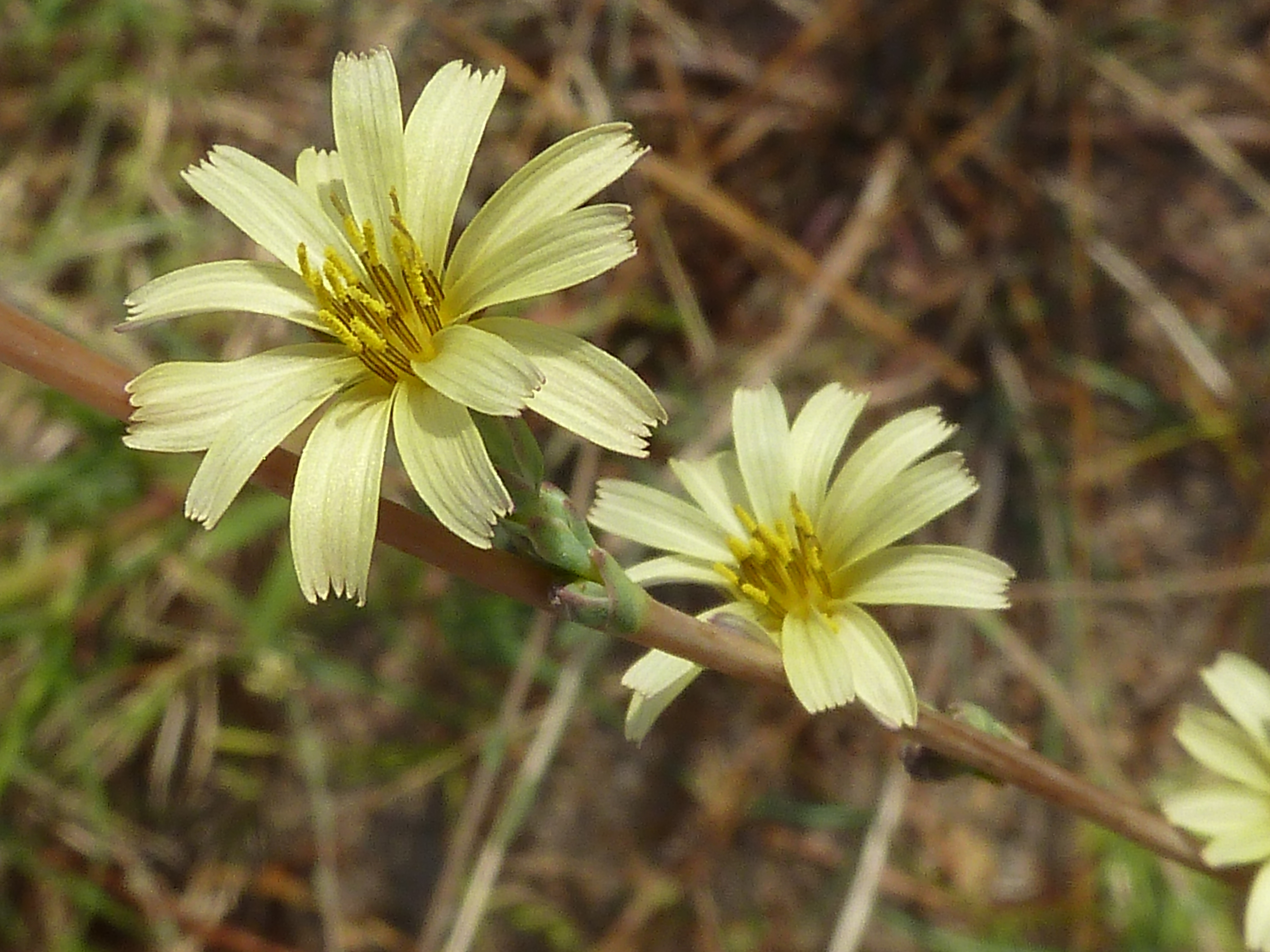
Blütenkorb von oben

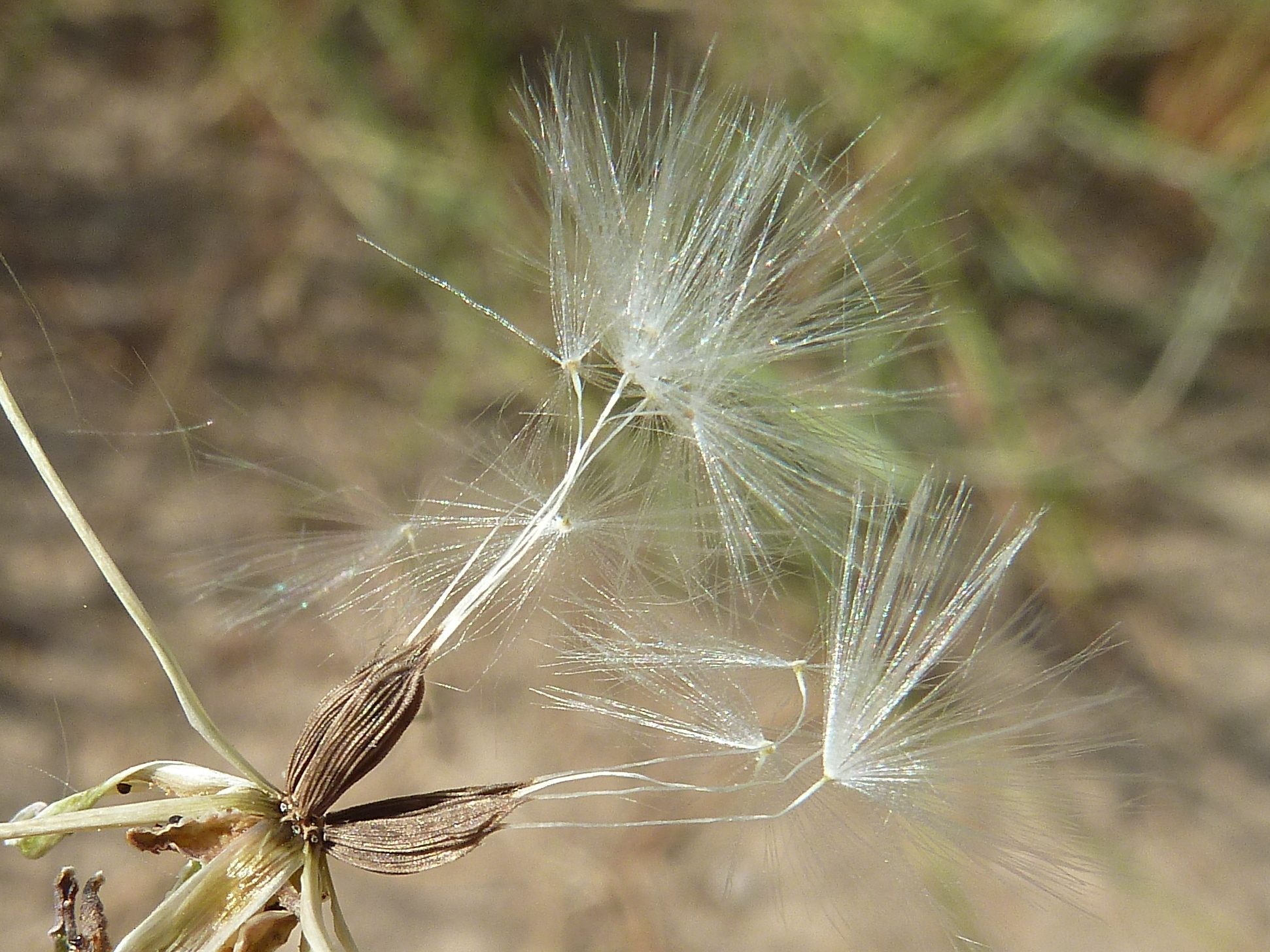
Achänen mit Pappus

### Vegetative Merkmale
Der Weiden-Lattich ist eine einjährige oder zweijährige krautige Pflanze und erreicht Wuchshöhen von 30 bis 60, selten bis zu 100 Zentimetern. Der aufrechte, oft schon von Grund an verzweigte Stängel ist kahl und weißlich glänzend.
Die unteren Laubblätter sind ungeteilt bis fiederspaltig, mit wenigen sehr schmalen Seitenlappen; sie sind am Grund stielartig verschmälert. Die grundständigen Laubblätter sind zur Anthese meist schon verdorrt. Die oberen Laubblätter sind ganzrandig und länglich bis linealisch mit pfeilförmigem Grund stängelumfassend sitzend.

### Generative Merkmale
Die Blütezeit reicht von Juli bis August. Der rispige Gesamtblütenstand enthält zahlreiche körbchenförmige Blütenstände. Die meist fast sitzenden Körbchen stehen einzeln oder bis zu dritt an Verzweigungen der rutenförmigen Äste. Die Korbhülle ist bei einer Länge von etwa 15 Millimetern linealisch-walzlich und lang. Die Hüllblätter sind dachig angeordnet und schmal weiß berandet. Jedes Körbchen enthält nur 6 bis 15 hellgelbe Zungenblüten, die beim Trocknen schmutzig indigoblau werden.
Die hellbraunen Achänen sind 7 bis 8 Millimeter lang, beiderseits sieben- bis achtrippig und auf den Rippen im oberen Teil mit feinen Stachelborsten besetzt. Der Schnabel ist weiß und eineinhalb- bis dreimal so lang wie der untere Teil der Frucht. 
Die Chromosomenzahl beträgt 2n = 18.

## Vorkommen
Das Verbreitungsgebiet des Weiden-Lattichs reicht von den Azoren, Europa (außer im Norden), dem Mittelmeerraum bis zum Iran. Neophytische Vorkommen gibt es in Nordamerika, Uruguay, Kasachstan sowie in Australien. In Europa kommt er von Südeuropa nordwärts bis Mitteleuropa, England und Südrussland vor.
In Deutschland ist der Weiden-Lattich fast ausgestorben, es gibt von ihm nur noch in Baden-Württemberg wenige Fundstellen; die Ursachen des Rückgangs sind ungeklärt. 
Der Weiden-Lattich gedeiht auf trockenen, nährstoffreichen und basenreichen Lehm- oder Ton-Böden in Unkrautfluren von Weinbergen, an Wegen und Ruderalstellen. Er ist wärmeliebend und salzertragend. Er gedeiht in Gesellschaften der Ordnung Agropyretalia oder des Verbands Onopordion acanthii.
Die ökologischen Zeigerwerte nach Landolt et al. 2010 sind in der Schweiz: Feuchtezahl F = 1 (sehr trocken), Lichtzahl L = 4 (hell), Reaktionszahl R = 4 (neutral bis basisch), Temperaturzahl T = 4+ (warm-kollin), Nährstoffzahl N = 4 (nährstoffreich), Kontinentalitätszahl K = 4 (subkontinental), Salztoleranz = 1 (tolerant).

## Taxonomie
Die Erstveröffentlichung  von Lactuca saligna erfolgte 1753 durch Carl von Linné in Species Plantarum, Tomus II, Seite 796.